# Antonino Gaggini
Antonino Gaggini (Messina, 1505 circa – Palermo, 1574) è stato uno scultore italiano.

## Biografia
Figlio dello scultore Antonello Gagini, è fratello dello scultore Giovanni Domenico, fratellastro degli scultori Giacomo, Fazio e Vincenzo. Collabora da giovane col padre, è anche mercante di marmi, Gioacchino di Marzo documenta dei viaggi a Carrara nel 1531, 1533. Nel 1541 sposa Eulalia Omodei. È molto attivo artisticamente nel territorio.
Della Tribuna di Antonello Gagini sono attribuite alla sua mano le figure di: San Cristoforo 1537, Santa Ninfa 1539, Santa Cristina 1539, San Cosma 1539, San Domenico 1539, San Francesco d'Assisi 1539, Sant'Antonio abate 1539, Santa Maria Maddalena 1539, San Lorenzo 1537, Assunzione di Maria.
Opere autografe e documentate sono presenti a Palermo, Caltavuturo, Ciminna e Polizzi Generosa. Sciacca. Gela. Bronte, Caltagirone, Castiglione di Sicilia e Vizzini. Calascibetta e Pietraperzia. Castell'Umberto, Ficarra, Galati Mamertino, Librizzi, Longi, Mistretta, Naso e Patti. Comiso e Ragusa. Alcamo, Erice, Marsala, Mazara del Vallo e Trapani.

## Opere

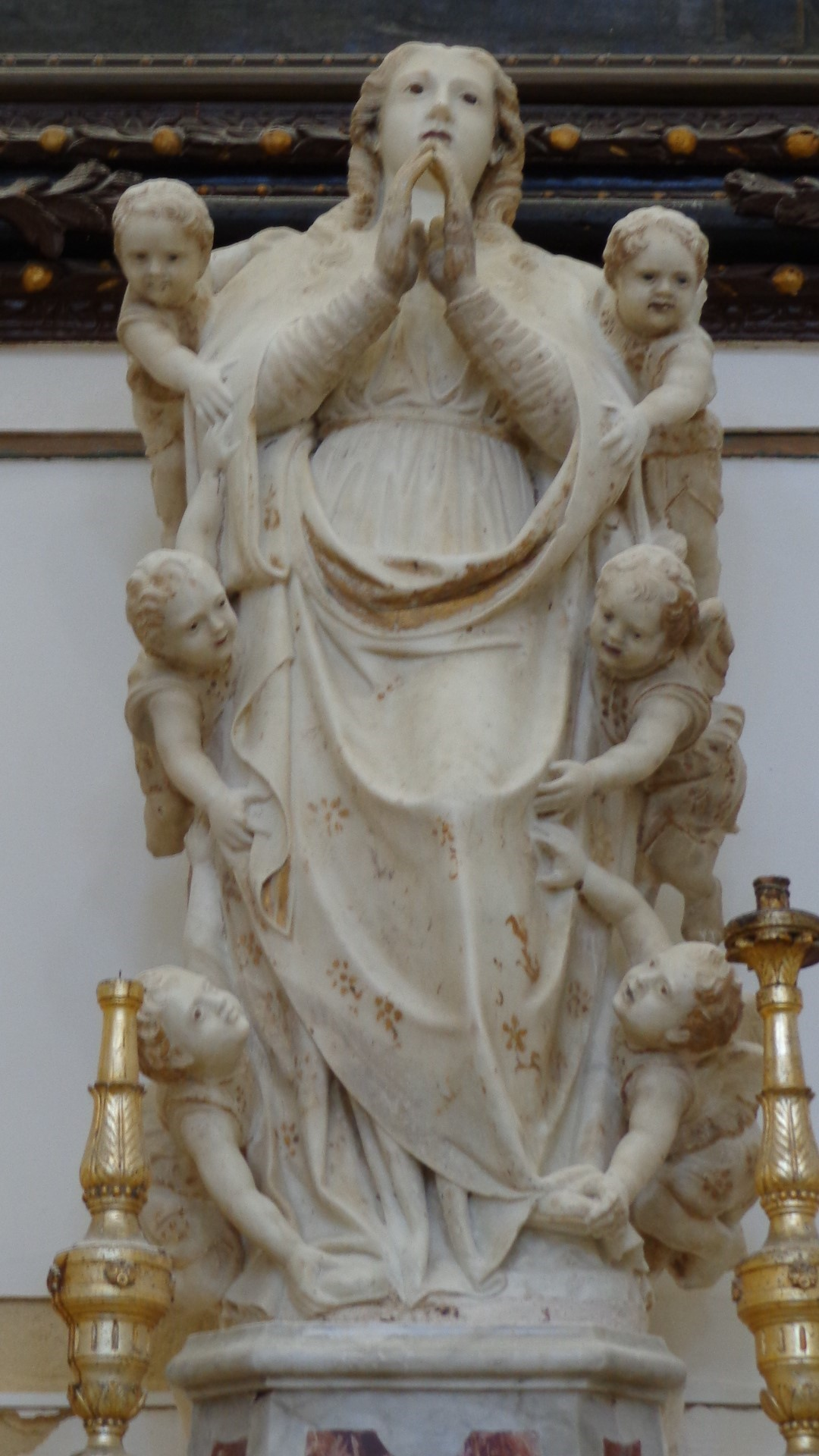
Santa Maria Assunta, Chiesa Madre di San Tommaso di Canterbury di Marsala.

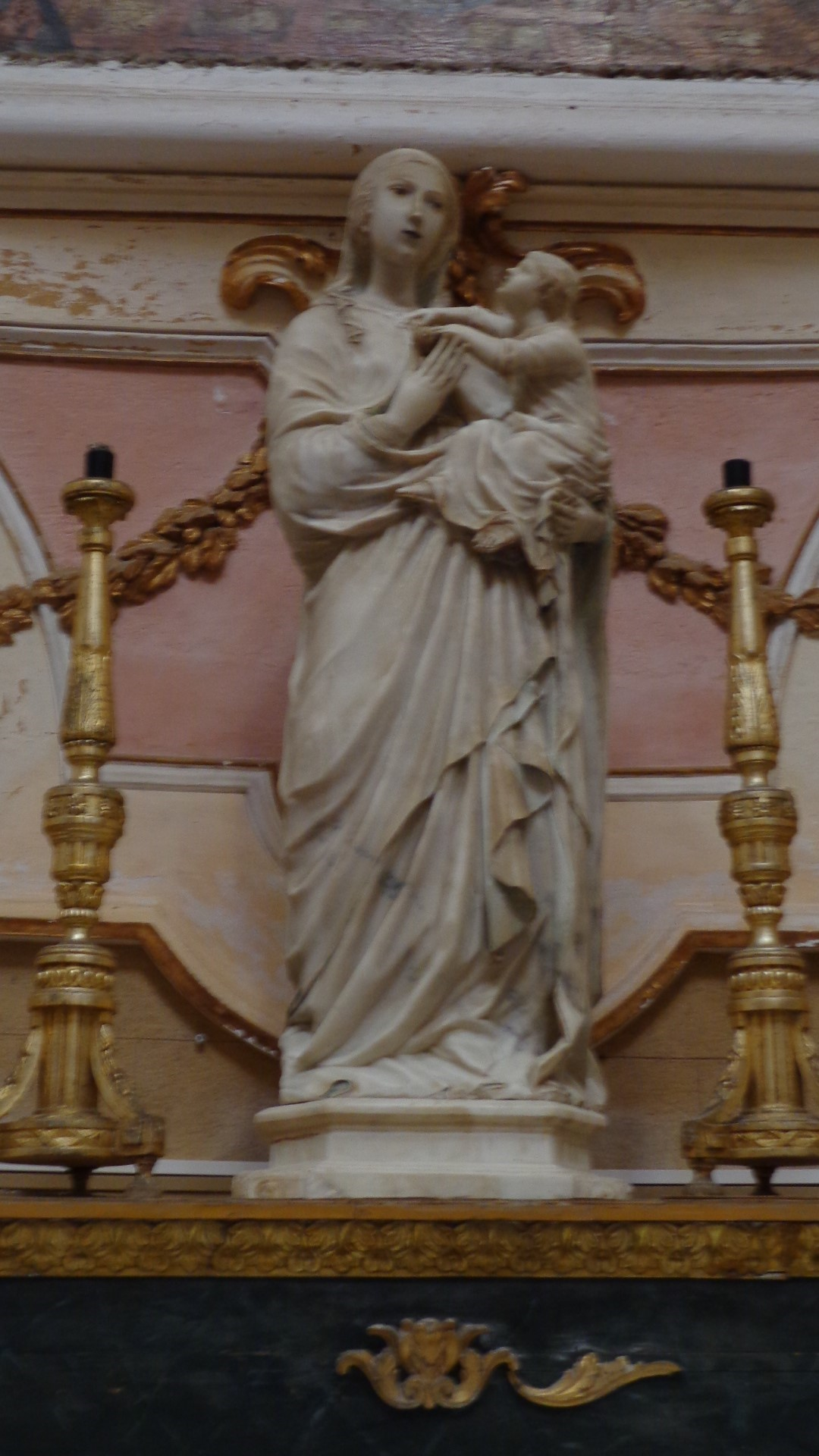
Santa Maria dell'Itria, Chiesa Madre di San Tommaso di Canterbury di Marsala.

### Agrigento e provincia
- 1538, Tabernacolo marmoreo, gruppo scultoreo costituito dalle statue di San Pietro Apostolo e San Paolo Apostolo, storie della Passione di Gesù eseguito in collaborazione col fratello Giandomenico e custodito nella basilica di Maria Santissima del Soccorso di Sciacca.[1]
- 1541, Ciclo, gruppo scultoreo costituito dalle statue di San Pietro Apostolo, San Paolo Apostolo, Santa Maria Maddalena, San Giovanni Battista e San Calogero eseguite in collaborazione col fratello Giandomenico, verosimilmente parti di una tribuna con ornati in seguito smantellata per successivi rimaneggiamenti degli interni e oggi collocati nella facciata della basilica di Maria Santissima del Soccorso di Sciacca.[2]

### Caltanissetta e provincia
- 1541, Acquasantiera, manufatto marmoreo, opera custodita nella chiesa di Sant'Agostino di Gela.

### Catania e provincia
- 1541 - 1543, Annunciazione, gruppo marmoreo, opera custodita nel santuario della Madonna Annunziata di Bronte.[3]
- 1539 - 1541, Madonna con bambino, statua marmorea, opera commissionata dalla Confraternita di Santa Maria del Rosario per la Cappella di San Giorgio della chiesa di San Giorgio di Caltagirone. La presenza di venature nel marmo impose una nuova realizzazione. Per accordi si perviene alla consegna di una Madonna del Rosario opera custodita nella chiesa di San Domenico del convento dell'Ordine dei frati predicatori di Caltagirone.[1]
- XVI secolo, Madonna della Catena, statua marmorea, in collaborazione con il fratello Giacomo, opera custodita nella basilica della Madonna della Catena di Castiglione di Sicilia.
- 1527, Madonna, statua marmorea, opera custodita nella chiesa Santa Maria di Gesù di Vizzini.

### Enna e provincia
- 1545, Annunciazione, gruppo marmoreo, opera in collaborazione col fratello Giacomo custodita nella chiesa del Carmine di Calascibetta.[4]
- 1536, Sarcofago e Arco, manufatti marmorei, commissione di monumento funebre per Geronimo Barresi, marchese di Pietraperzia, per Antonina sua moglie e componenti della famiglia Barresi. Caratterizzato dalle raffigurazioni delle Virtù, dalla figura dell'estinta giacente, Dio Padre, l'Annunciazione e decorazioni varie. Opere documentate e verosimilmente trasferite sempre all'interno del duomo di Santa Maria Maggiore di Pietraperzia.[5]

### Messina e provincia
- 1526 - 1532, Santa Maria di Gesù e Annunciazione, statue marmoree, opere custodite nel duomo di Santa Maria Assunta di Castell'Umberto.
- 1544, Madonna di Loreto, statua marmorea con rilievo della Nascita di Gesù, San Francesco d'Assisi entrambi fra gli stemmi dell'Ordine dei frati minori osservanti riformati, opera destina alla chiesa di Santa Maria del Gesù del convento dell'Ordine dei Frati Minori Osservanti Riformati e oggi custodita nel duomo santuario dell'Annunziata di Ficarra.[4]
- 1543, Trinità, gruppo marmoreo, opera in collaborazione con Aurelio e Francesco di Basilicata, destinata alla chiesa di Santo Spirito, oggi custodita nel duomo di Santa Maria Assunta di Galati Mamertino.[6]
- 1550, Santa Caterina d'Alessandria, statua marmorea, opera custodita nella chiesa di Santa Caterina d'Alessandria di Galati Mamertino.
- 1552, Annunciazione, statua marmorea, opera custodita nel duomo di Santa Maria Assunta di Galati Mamertino.
- 1540, Madonna della Catena, statua marmorea, opera conservata nella chiesa di Santa Maria Assunta di Librizzi.
- 1534 - 1536, Annunziata, statua marmorea, opera commissionata ad Antonello Gagini e completata dai figli Antonino e Giacomo, proveniente dalla primitiva chiesa dell'Annunziata e custodita nell'attuale chiesa dell'Annunziata di Longi.[7]
- 1554, Ancóna, manufatto marmoreo con la statua di Santa Lucia raffigurata fra San Pietro e San Paolo nelle nicchie laterali. Nel timpano il bassorilievo intermedio raffigurante il Padre Eterno, nei medaglioni laterali la Madonna Annunciata e l'Angelo Annunciante, nella predella le figure a mezzo busto degli Apostoli. Il Cristo risorto posto in cima alla primitiva cappella, nel rinnovo degli ambienti, fu rimodulato in un manufatto a sé stante. Nel contratto di pagamento è menzionato il fratello Vincenzo. Opere presenti nell'absidiola e in un altare laterale della cattedrale di Santa Lucia di Mistretta.[8]
- 1544, Madonna con Bambino o Madonna di Loreto, proveniente dalla chiesa di Santa Maria di Gesù e custodita nel duomo dei Santi Apostoli Filippo e Giacomo di Naso.
- 1538, Custodia, manufatto marmoreo, opera custodita nella basilica cattedrale di San Bartolomeo di Patti.[9]
- 1538, Custodia, manufatto marmoreo, opera custodita nella Cappella del Sacramento della chiesa di San Michele di Patti.

### Palermo e provincia
- 1556, Ciborio, manufatto marmoreo, opera in collaborazione col fratello Giandomenico documentata nella soppressa chiesa di San Bartolomeo e attualmente custodito nel duomo dei Santi Pietro e Paolo di Caltavuturo.[10]
- XVI secolo, Tabernacolo, manufatto marmoreo, opera custodita nel duomo di Santa Maria Maddalena di Ciminna.
- 1510 - 1574, Tribuna di Antonello Gagini, monumentale aggregato marmoreo realizzato con la collaborazione dei fratelli Giacomo e Vincenzo che la portano a compimento. I pezzi oggi disassemblati sono dislocati nella Cattedrale Metropolitana della Santa Vergine Maria Assunta e nel Museo Diocesano di Palermo.[11]
- 1526 - 1556, Santa Maria di Porto Salvo, esecuzione del progetto architettonico con la collaborazione del padre Antonello e del fratello Giacomo della chiesa di Santa Maria di Porto Salvo di Palermo.[12]
- 1536, Sarcofago, manufatto marmoreo, commissione di monumento funebre per Eleonora Alagona, esponente della famiglia Alagona, opera documentata e non più esistente nella chiesa di San Domenico di Palermo.[13]
- 1538, Custodia, manufatto marmoreo, opera con raffigurazioni di San Giovanni Battista e San Francesco d'Assisi documentata per la chiesa di Santa Chiara di Palermo.[14]
- 1538, Mensa, manufatto marmoreo, opera documentata per la chiesa di Santa Chiara di Palermo.[14]
- 1546, Figura di donna, effigie marmorea rappresentante la letterata Giovanna de Caravelli, opera custodita nella chiesa di San Francesco di Paola di Palermo.
- 1546, Madonna di Loreto e Sacello, manufatti marmorei, con raffigurazioni di San Giovanni Battista e Sant'Antonio Abate, opera custodita nella chiesa di San Francesco di Paola di Palermo.
- 1551, Tabernacolo, manufatto marmoreo, opera custodita nella chiesa di Sant'Antonio Abate di Palermo.[15]
- 1543, Cappella di San Gandolfo, manufatto marmoreo, opera in collaborazione col fratello Giandomenico, oggi non più esistente, documentata nel duomo di Santa Maria Assunta di Polizzi Generosa.

### Ragusa e provincia
- XVI secolo, Mausoleo marmoreo, monumento funebre di Gaspare Naselli detto il Conte Rosso, opera custodita nella chiesa di San Francesco all'Immacolata di Comiso.
- 1573, Cona, manufatti in pietra calcarea, opera completata a partire dal 1616 composta da cinque nicchie decorate con sei colonne corinzie, in posizione centrale la statua raffigurante San Giorgio a cavallo, a destra Sant'Ippolito, a sinistra San Mercurio. Alla base tre altorilievi raffiguranti Storie di San Giorgio fiancheggiati dalle statuette degli apostoli San Pietro e San Paolo. Recenti interventi di restauro nel 2005 hanno portato alla luce la teoria di Apostoli occultati alla base delle colonne e restituito all'originaria bellezza i medaglioni raffiguranti Adamo, Eva, Davide. Commissionata dall'Arciconfraternita della chiesa madre di San Giorgio a decoro dell'abside, subì i danni derivanti dal terremoto del Val di Noto del 1693,[16] evento che determinò nel 1738 il trasferimento dalla cinquecentesca chiesa di San Giorgio alla sacrestia del duomo di San Giorgio di Ragusa.

### Trapani e provincia

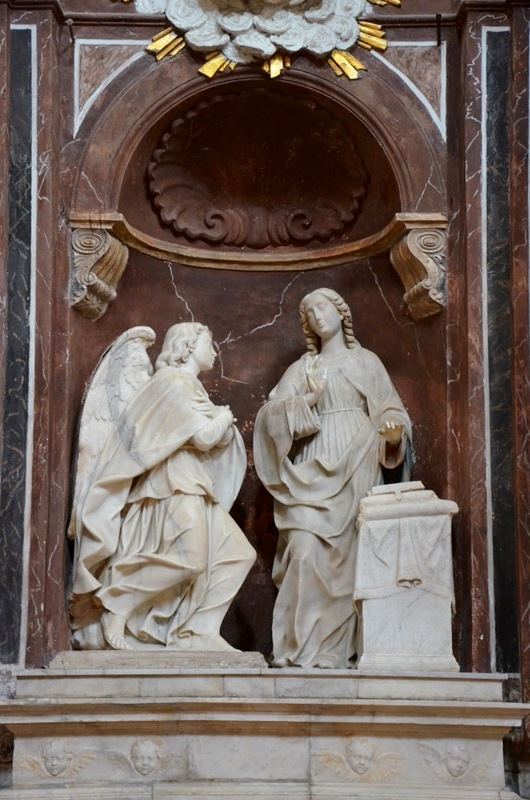
L'Annunciazione, opera dei Gagini nella Chiesa di Sant'Oliva ad Alcamo.

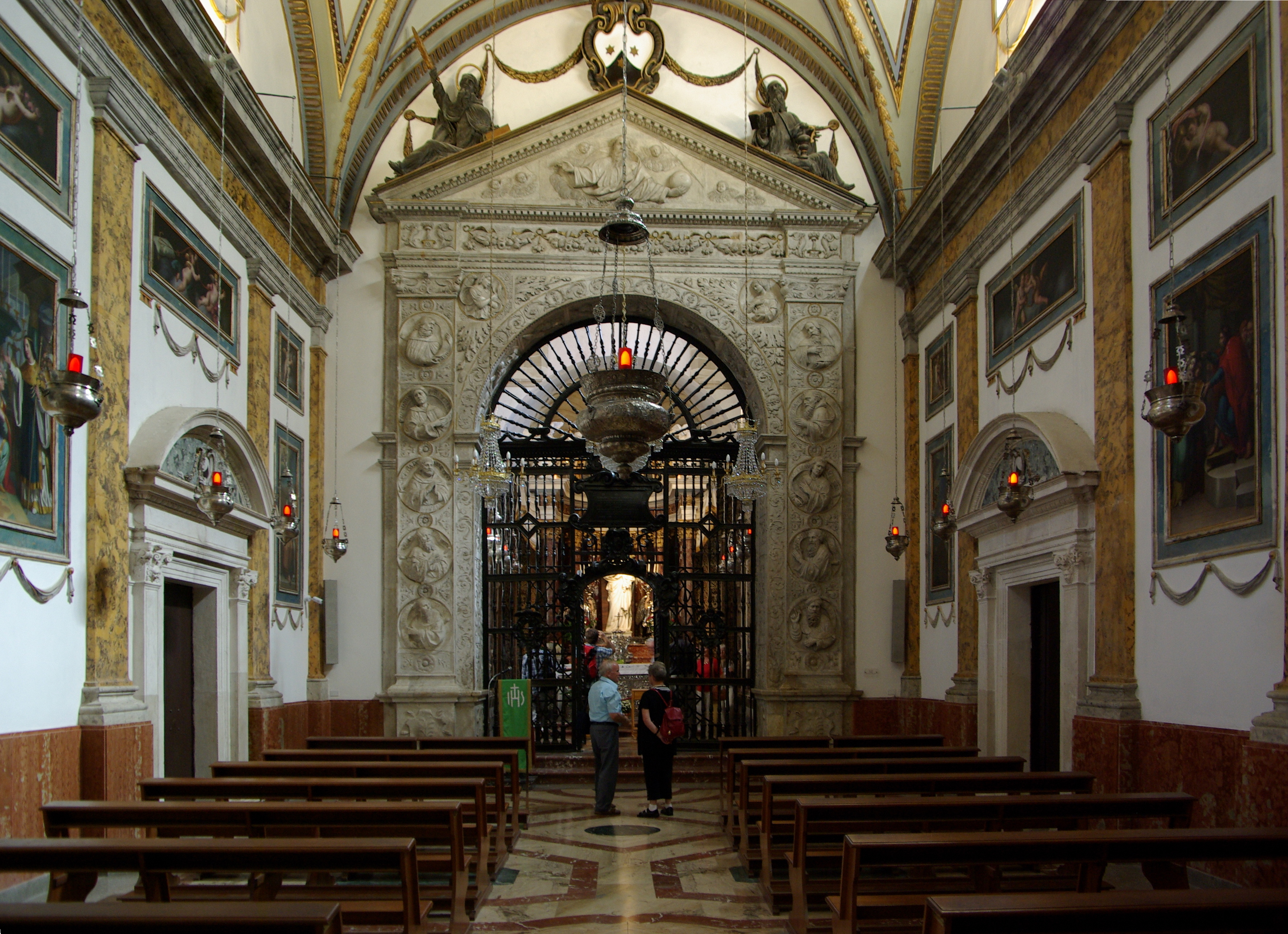
Portale Cappella della Madonna di Trapani, basilica di Maria Santissima Annunziata di Trapani.

#### Alcamo
- 1545, Annunciazione, gruppo marmoreo, opera realizzata in collaborazione col fratello Giacomo, commissionata dalla Confraternita dell'Annunziata per l'altare maggiore della chiesa del Carmine. Il manufatto disassemblato è stato ricomposto in seguito nella basilica di Santa Maria Assunta.[17]
- 1545, Annunciazione, statua marmorea realizzata in collaborazione con il fratello Giacomo, opera destinata alla chiesa dell'Annunziata o Carmine e oggi custodita nella chiesa di Sant'Oliva.
- 1545, Fontanile, manufatto marmoreo, opera destinata alla Piazza di Porta Trapani e riassemblata presso la sede del Comune.[4]
- 1545, San Benedetto, statua marmorea con raffigurazioni in rilievo del Miracolo di San Placido tratto dal fiume e Giovinetto risuscitato, opera custodita nel monastero del Salvatore.[18]
- 1545, Custodia, manufatto marmoreo con otto raffigurazioni della Passione di Gesù, Orazione all'orto, Bacio di Giuda, Tribunale di Anna, Tribunale di Pilato, Spasimo, Crocifissione, Deposizione dalla Croce, Sepoltura, al centro una Ultima cena, ai lati San Michele Arcangelo e San Giovanni Battista, la Trasfigurazione tra profeti e apostoli, la Flagellazione, l'Annunciazione e Dio Padre fra angeli. Opera portata a termine da Baldassarre e Giambattista di Massa, documentata ormai scomposta nel monastero del Salvatore.[19]
- 1561, Decorazioni, manufatti marmorei, opere effettuate e documentate nella Cappella del Sacramento della basilica di Santa Maria Assunta.[20]

#### Erice o Monte San Giuliano
- 1537, San Giovanni Battista, statua marmorea con raffigurazioni del Battesimo di Gesù, Decollazione del Battista, Erode Antipa, Erodiade e Salomé, opera commissionata per la Confraternita di San Giovanni Battista e custodita sull'altare maggiore della chiesa di San Giovanni Battista.[21]

#### Marsala

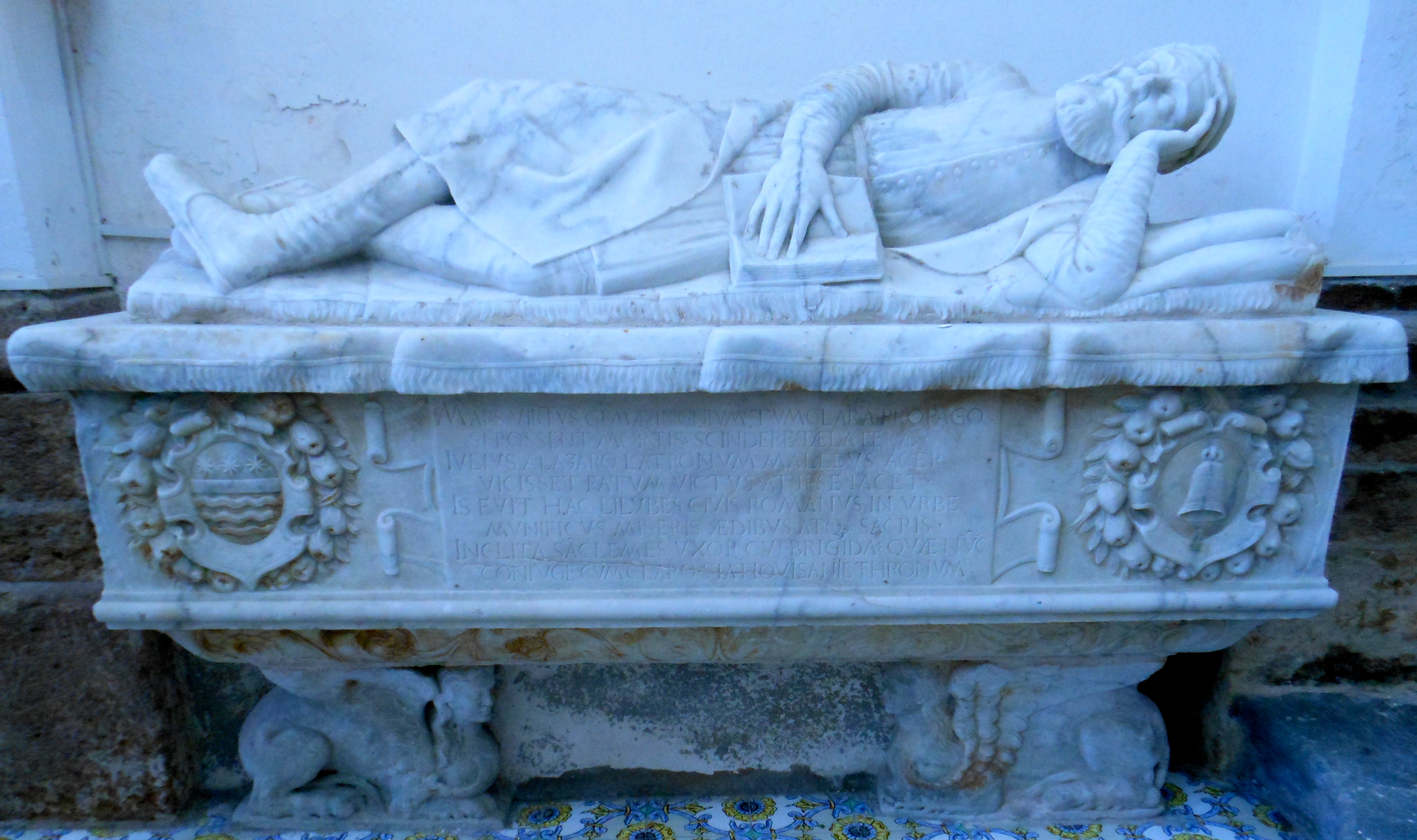
Monumento funebre di Giulio Lazzara e Brigida Sanclemente

- 1561, Cona, manufatti marmorei, opere effettuate e documentate nell'altare maggiore comprendenti la statua della Madonna degli Angeli con cherubini giubilanti nell'atto di elevare la Madre di Dio al Cielo, commissione di Giovanni Pietro Emanuele, manufatto scomposto e riassemblato nella seconda cappella a destra della chiesa madre di San Tommaso di Canterbury.[22]
- 1564, Santa Maria dell'Itria, statua marmorea, opera custodita nel chiesa madre di San Tommaso di Canterbury.
- 1566, Sarcofago, manufatto marmoreo, monumento sepolcrale commissionato per il capitano di giustizia Giulio Lazaro (o Lazzara) e sua moglie Brigida Sanclemente, opera custodita nel chiesa madre di San Tommaso di Canterbury[23].

#### Mazara del Vallo
- 1532, 1535 - 1537, Trasfigurazione sul Monte Tabor, gruppo marmoreo eseguito in collaborazione col padre Antonello Gagini, opera in sei personaggi Gesù Trasfigurato, Profeta Mosè, Profeta Elia, San Pietro Apostolo, San Giacomo Apostolo, San Giovanni Apostolo, costituente l'altare maggiore della basilica cattedrale del Santissimo Salvatore.[24][25]
- 1537, San Vincenzo, statua marmorea con cinque storie in rilievo sul piedistallo, attribuzione non documentata, opera custodita nella basilica cattedrale del Santissimo Salvatore.[26]

#### Trapani
- 1531 - 1537, Arco, manufatto marmoreo con raffigurazioni dei Profeti, medaglioni con l'Annunciazione nei pennacchi, Dio Padre nel timpano, fogliame, ghirlande e rosoni, in collaborazione con il padre Antonello Gagini e dei fratelli Giandomenico e Giacomo, opera custodita nella Cappella della Madonna di Trapani della basilica di Maria Santissima Annunziata dei Carmelitani.[27]
- 1539, Custodia, manufatto marmoreo, opera con raffigurazioni di San Giacomo Maggiore, San Giacomo Minore, San Giovanni Evangelista documentata per la chiesa di San Giacomo, di cui un frammento del bassorilievo è inserito nelle pareti della contigua scala della Biblioteca Fardelliana.[28]